# Kashmir
„Kashmir“ je píseň od anglické rockové skupiny Led Zeppelin. Poprvé byla obsažena na jejich albu z roku 1975 Physical Graffiti. V roce 2004 se tato píseň umístila na 75. příčce seznamu the 500 Greatest Songs of All Time, vydaném časopisem Rolling Stone.
Kashmir je považována za jednu z nejlepších písní od Led Zeppelin - všichni čtyři členové skupiny se shodli, že jde o jeden z jejich nejlepších hudebních počinů.